# Ōtomo no Sakanoe no Iratsume
Ōtomo no Sakanoue no Iratsume (大伴坂上郎女, 700 - 750) considerada a melhor poetisa do Período Nara da história do Japão, com 79 poemas no Man'yōshū.

## Vida
Adolescente, se casou com o príncipe Hozumi (filho do Imperador Tenmu) e depois da morte prematura deste, se casou com seu meio-irmão Sukunamaro. Depois que este também morreu, ela foi morar com Ōtomo no Tabito  tornando-se depois da morte deste líder do Clã Ōtomo .
Segundo Tsuchihashi  Ōtomo no Tabito chamou a Senhora Ōtomo em 728 para educar seu filho, Ōtomo no Yakamochi, esta se tornou amante de Tabito, oficialmente substituia a recentemente falecida esposa de Tabito na realização das cerimônias religiosas para o Clã Ōtomo. Era ela que executava as músicas durante os rituais. Além disso, quando a Monja Rigan morreu, ela escreveu uma canção de luto  em sua homenagem.
Sua filha  Ō Iratsume recebeu duas de suas canções, que expressava o quanto ela tinha medo de perder a filha . Ō Iratsume se casaria mais tarde com Ōtomo no Yakamochi.